# 에르, 오르바, 페론, 페르그나
에르, 오르바, 페론, 페르그나(아일랜드어: Ér, Orba, Ferón, Fergna)는 에베르 핀의 아들들로, 아일랜드 신화와 전통 전승에 따르면 아르드 라드란 전투에서 자기 사촌들이자 에레원의 아들들인 리그네와 라그네를 잡아 죽이고 반년 동안 공동으로 에린의 아르드리가 되었다. 이 넷은 얼마 못가 쿨 마르하 전투에서 에레원의 막내아들 이리얼 파드에게 패배하여 참살당했다.
제프리 키팅은 이들의 재위 기간을 기원전 1269년으로 추산했으며, 《에린 왕국 연대기》는 기원전 1681년으로 추산하고 있다.
| 전임 밈네, 리그네, 라그네 | 에린의 지고왕 AFM 기원전 1681년 FFE 기원전 1269년 | 후임 이리얼 파드 |